# Трг Светог Димитрија (Сремска Митровица)
Трг Светог Димитрија је трг у Сремској Митровици и представља једно од главних места у граду. Име трга, као и града, везано је за првог месног ђакона Димитрија, који је погубљен у позно римско време.
Трг се налази на месту некадашњих војних вежбалишта хабзбуршке војске, будући да је град готово два века био у саставу Војне границе. Када је град 1881. године добио грађанска права и када је престала војна управа градом, ово подручје преуређено је у градски парк, који је касније делом претворен у поплочан трг. Тако је данас јужни део простора парк са велелепном фонтаном „Камени цвет“ у средини, а северни део је трг, који се продужава у главну пешачку улицу у Сремској Митровици, Улицу Ћире Милекића.
Око трга налазе се важна градска здања. Најважнији је „Српски дом“, некада културно стециште месних Срба, а данас се у овом низу зграда налазе културне установе - Градска библиотека, Дечја библиотека, Градско позориште, Градска галерија. Друге јавне зграде на тргу су такође мењале намену - некадашњи градски „Магиштрат“ данас је окружна полицијска управа, стара пошта данас је Историјски архив Срем, а здање некадашњег „Судбеног стола“ је музејска галерија. Поред ових установа, на тргу се налзе и зграде хотела „Сирмијум“, стари соколски дом, као и низ трговачких кућа старих митровачких породица. На трг гледа и градска пошта.